# Saint-Perdon
Saint-Perdon är en kommun i departementet Landes i regionen Nouvelle-Aquitaine i sydvästra Frankrike. Kommunen ligger i kantonen Mont-de-Marsan-Sud som tillhör arrondissementet Mont-de-Marsan. År 2022 hade Saint-Perdon 1 729 invånare.

## Befolkningsutveckling
Antalet invånare i kommunen Saint-Perdon
Referens:INSEE